# Cmentarz parafialny Borek Fałęcki
Cmentarz parafialny Borek Fałęcki – cmentarz parafialny położony terenie IX dzielnicy Łagiewniki-Borek Fałęcki w Krakowie, przy ul. Zawiłej. Cmentarz jest własnością Parafii rzymskokatolickiej pw. Matki Bożej Zwycięskiej w Krakowie.
Cmentarz został założony w 1924 r., staraniem proboszcza ks. Wojciecha Karabuły i od tamtej pory kilkakrotnie zwiększał swoją powierzchnię. W 1964 r., dokonano poświęcenia kaplicy cmentarnej. Cmentarz podzielony jest na 33 kwatery i znajduje się na nim ok. 4 tysięcy grobów i grobowców.
Na borkowskiej nekropolii znajduje się niewielka kwatera gdzie pochowano 153 radzieckich jeńców wojennych, zamordowanych przez Niemców w znajdującym się w okolicy, w czasie II wojny światowej, obozie jenieckim.

## Pochowani na cmentarzu
- Antoni Biegun (1924–2001) – kapitan Wojska Polskiego, żołnierz AK i NSZ
- Andrzej Bilski (1947–2015) – architekt, urbanista, projektant m.in. kaplicy na cmentarzu borkowskim[1][2]
- Grzegorz Borek „Bolec” (1971–2009) – aktor, raper, perkusista
- Jan Burda (1972–2002) – dziennikarz radiowy stacji RMF FM
- Dominik Cal-Calko – legionista, żołnierz AK
- Władysława Maria Francuz  (1944–2017) – działaczka społeczna, twórczyni Zespołu Pieśni i Tańca „Małe Słowianki”
- Władysława Fudalewicz-Niemczyk (1923–2019) – entomolog
- Jan Leszczyński – uczestnik trzech powstań śląskich
- Zygmunt Łuczyński – doktor nauk medycznych, znany ze świadczenia darmowej pomocy medycznej wśród mieszkańców Łagiewnik i okolic w czasie II wojny światowej, arystokrata
- Tadeusz Pikulicki (1954–2022) – dziennikarz, działacz opozycji demokratycznej w PRL
- Jan Prochwicz (1928–2015) – działacz i publicysta związany z Towarzystwem Przyjaciół Skawiny, autor książki Żydzi Skawińscy[3]
- ks. Władysław Ryba – duchowny rzymskokatolicki, proboszcz borkowski
- Dobiesław Walknowski (1930–2020) – polski grafik, projektant form użytkowych, etnograf, podróżnik i działacz społeczny[4]
- Mieczysław Wątorski – atysta malarz, profesor Akademii Sztuk Pięknych im. Jana Matejki w Krakowie
- prof. dr hab. inż. arch. Elżbieta Węcławowicz-Bilska (1948–2022) – architekt, urbanista, naukowiec[5]

## Galeria

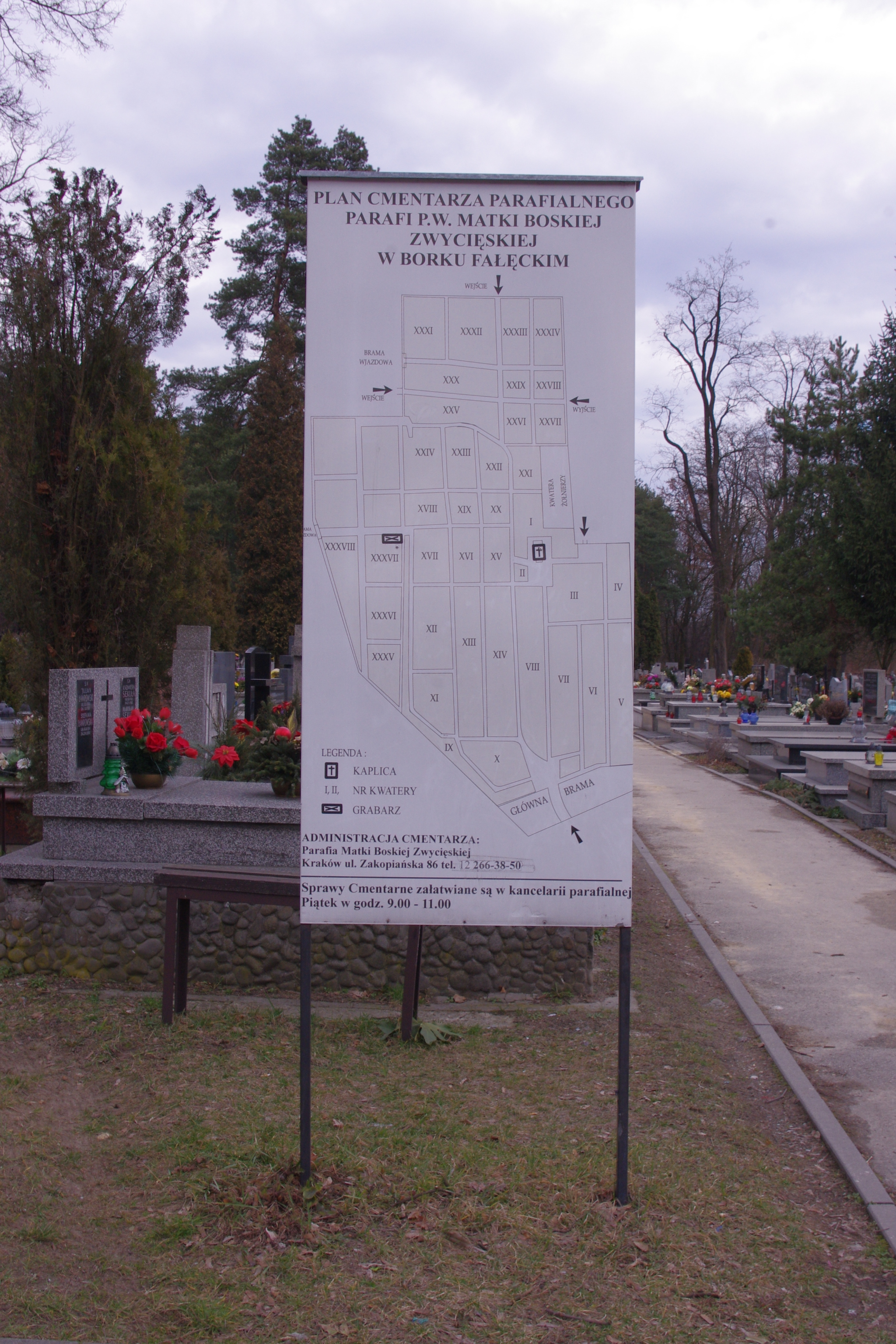
Plan cmentarza.
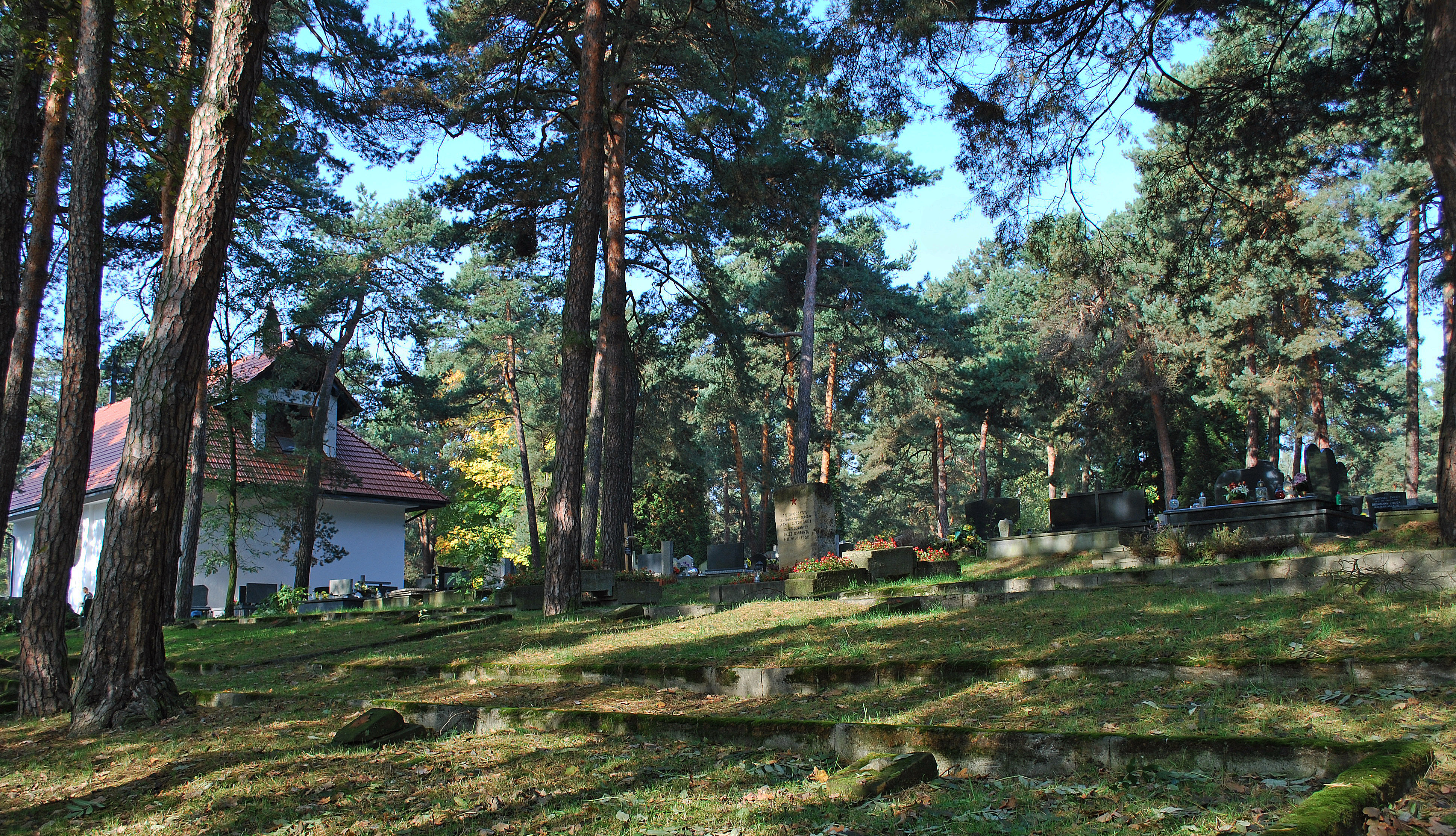
Cmentarz radzieckich jeńców wojennych.